# Anthomyia video
Anthomyia video este o specie de muște din genul Anthomyia, familia Anthomyiidae. A fost descrisă pentru prima dată de Gaminara în anul 1930.
Este endemică în Uruguay. Conform Catalogue of Life specia Anthomyia video nu are subspecii cunoscute.